# Hôtel de ville d'Anvers
L'hôtel de ville d'Anvers est situé sur la Grand-Place d'Anvers en Belgique. Le bâtiment de style Renaissance a été dessiné par l'architecte Cornelis Floris de Vriendt et fut construit entre 1561 et 1564. 
La section centrale de la façade présente trois blasons. Le blason du duché de Brabant à gauche, au centre celui du roi d'Espagne Philippe II et à droite celui de la marche d'Anvers. Un aigle figure d'ailleurs sur ce dernier blason.
Au-dessus des blasons figure une niche dans laquelle se trouve une statue de la Vierge Marie. Elle n'y a par ailleurs pas toujours figuré. Il y avait à l'origine une statue de Brabo, mais lors de la Contre-Réforme, celle-ci a été remplacée par une statue chrétienne.
L'étage inférieur de l'Hôtel de ville est composé de petites portes en bois. Celles-ci furent utilisées comme commerces afin de financer le bâtiment.
L'Hôtel de ville est notamment composé de :
- la salle Leys, une salle d'honneur pour l'accueil des hôtes ; les portraits des ducs de Brabant figurent au-dessus des portes ;
- une petite salle Leys ;
- la salle des Mariages avec des fresques de Victor Lagye ;
- la salle de Promenade comprenant la robe que portait la reine Astrid lors de son entrée en 1935 ;
- la salle de la Milice avec une grande cheminée ;
- la salle du Conseil où se réunissent les conseillers communaux ;
- cabinet du bourgmestre avec une cheminée de Coecke van Aalst.

Les obélisques symbolisent l'Égypte et l'aigle symbolise Rome.